# العلم نور (مسلسل)
العلم نور مسلسل أردني كوميدي, أنتج في الثمانينات. تدور أحداث المسلسل عن دور المجتمع بمكافحة الأمية حيث يتم دعوة كبار السن للانتظام في المدرسة والتعلم من جديد, والجميل في المسلسل أن كل ممثل كان يؤدي لهجته الخاصة به فكان جامعا لكل اللهجات المحلية الأردنية والفلسطينية.
كان من بطولة عبير عيسى بدور المعلمة وأشرف أباظة بدور المعلم وحسن إبراهيم سمرين بدور الشيخ عفاش وموسى حجازين بدور عطا ونعيم الموج بدور أبو العبد وزهير النوباني وداوود جلاجل وفؤاد الشوملي ورفائيل بقيلي ووليد بركات بدور أبو علي وآخرين.
أغنية المقدمة
العلم نور العلم نور والجهل ياما خرب دور
دق الجرس دق الجرس يللا تعالوا للدرس
لا تقولوا قد فات القطار فالجهل وحش مفترس
بعد ما شاب راح الكتّاب يتعلم يقرا ويكتب شيخ الشباب
احنا بعصر العلم مسك الدفاتر والقلم
العلم نوراً للبشر العلم نور للأمم
انهي كلامي أنا بسطرين العلم نوراً والله زين
وصدق المثل يلي يقول اطلب العلم لو بالصين
احنا اغلطنا وما اتعلمنا واحنا صغار دنيا بتمشي واحنا مكان ليل نهار
بعبش بالجيبة بعبش امسك القلم وخربش خربشات
العلم نور العلم نور والجهل ياما خرب دور.

## أنظر أيضاً
- مسلسل اعقل لغتك
- المناهل